# 葛飾為斎
葛飾 為斎（かつしか いさい、文政4年〈1821年〉 - 明治13年〈1880年〉6月）とは、江戸時代後期から明治時代にかけての浮世絵師。

## 来歴
葛飾北斎の門人。本姓は清水、俗称宗次。葛飾の画姓を称し酔桜軒、酔桜楼などと号す。江戸の人で浅草蔵前や向島の辺りに住む。作画期は嘉永から明治初め頃にかけてで、錦絵や版本挿絵、肉筆画を手がけた。また信州の小布施村を二度ほど訪れ、高井鴻山などと交流している。安政6年（1859年）に横浜港が開かれると、海外輸出向けの絵を描いて外国人に好評を得たという。晩年は横浜に住み同地にて没す、享年60。

## 作品

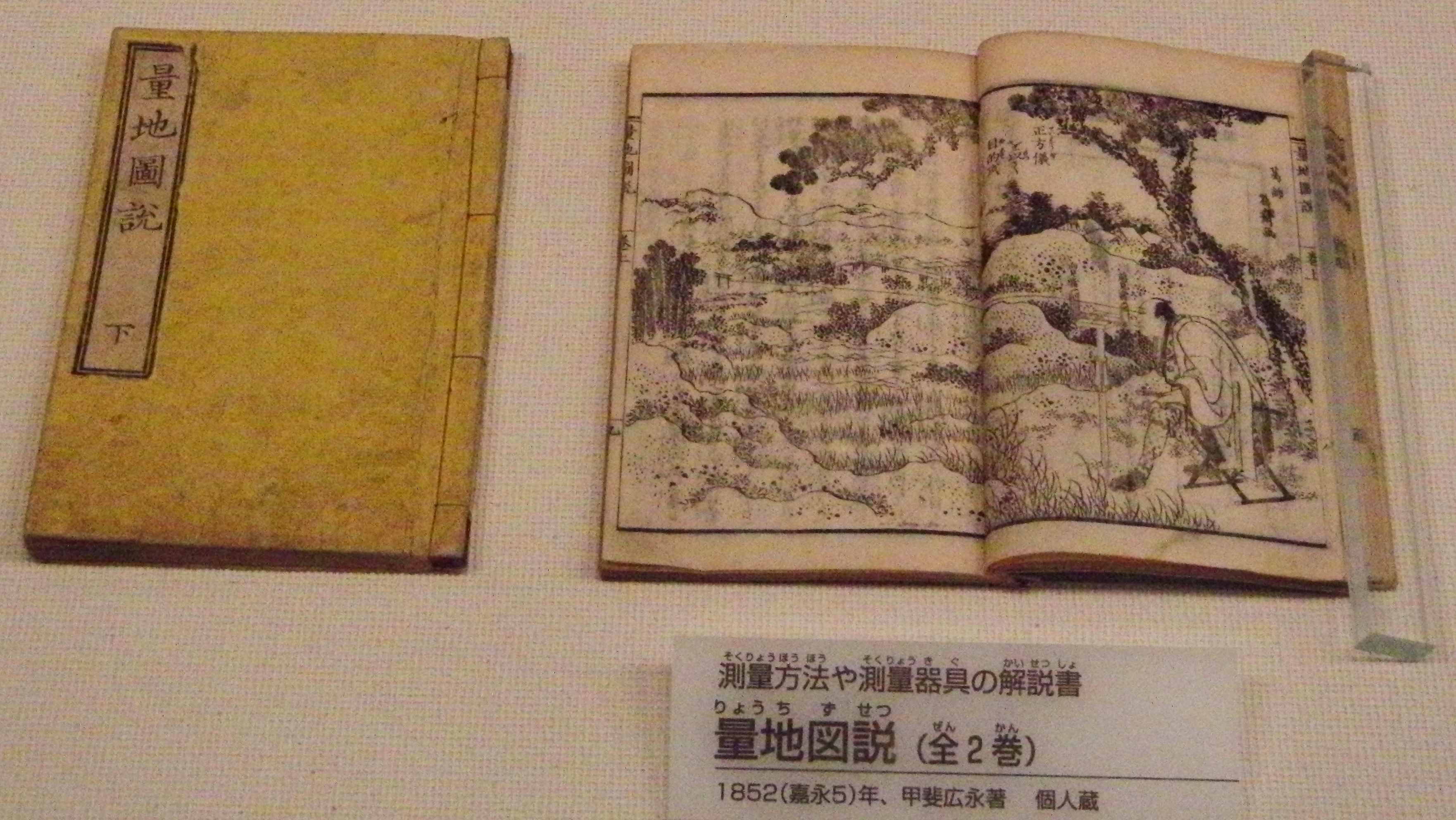
『量地図説』 嘉永5年刊、国立科学博物館の展示。

- 『量地図説』 測量書 ※甲斐広永編、嘉永5年（1852年）刊行
- 『日蓮上人一代図会』六巻 読本 ※安政5年（1858年）刊行
- 『為斎画式』初編 絵手本 ※元治元年（1864年）刊行
- 『花鳥山水図式』五編 絵手本 ※慶応元年（1865年）刊行
- 「生首図」 絹本着色、扇面 ニューオータニ美術館所蔵 ※大般若心経付き
- 「玉巵弾琴図屏風」 紙本着色、六曲一双 長野県信濃町雲龍寺所蔵
- 「雷神図」 紙本着色